# 齐干吉迭乡
齐干吉迭乡，是中华人民共和国新疆维吾尔自治区阿勒泰地区福海县下辖的一个乡镇级行政单位。

## 历史沿革
1958年，成立齐干吉迭公私合营牧场。1959年，改种羊场。1984年，设齐干吉迭乡。主要民族有哈萨克族、汉族、维吾尔族等，其中以哈萨克族为主。

## 地理
齐干吉迭乡位于福海县境中部，东邻喀拉玛盖乡，南接昌吉回族自治州，西部与塔城和布克赛尔蒙古自治县，西北部连解特阿热勒镇、阔克阿尕什乡，辖域面积0.75万平方公里，乡政府驻县城东南30公里处的齐干吉迭村。乡境依地形可分为北部山区、中部平原区、南部沙漠区。2001年，当地政府对48公里长的齐巴窝依引水渠进行改建，以解决周围12万亩草场灌派用水问题。

## 经济
当地南部沙漠地区矿藏有云母、水晶石、黄金；平原地区盛产冬虫夏草、雪莲、大芸等药材。经济以牧业为主，主要牧养阿勒泰大尾羊。主要农作物有小麦、玉米、甜菜等。

## 行政区划
齐干吉迭乡下辖以下地区：
加郎阿什村、克孜勒乌英克村、阿克阿热勒村、博列克托别村、齐干吉迭村、赛克露村、克孜勒克热什村和阿斯涛夏村。